# Maria Skowrońska
Maria Skowrońska (ur. 1948 w Olsztynie, zm. 16 listopada 2022) – polska malarka, profesor ASP w Gdańsku. 

## Życiorys
W latach 1966–1972 studiowała w gdańskiej PWSSP (ASP) na Wydziale Malarstwa. Dyplom w pracowni prof. Stanisława Borysowskiego w 1972 r. Pracowała na stanowisku profesora nadzwyczajnego (tytuł profesora uzyskała w 1998 r.), prowadziła Pracownię Podstaw Rysunku i Malarstwa na Wydziale Malarstwa i Grafiki.

## Wystawy indywidualne (do 2001)
- 1972 – Salon Młodych Artystów, Gdynia
- [1973 – GTPS, Gdańsk
- 1973 – BWA, Olsztyn
- 1973 – Galeria Na Zamku, Reszel
- 1974 – Galeria EL, Elbląg
- 1984 – BWA, Gdańsk
- 1988 – BWA, Gdańsk
- 1989 – BWA, Olsztyn
- 1990 – Galeria Triada, Sopot
- 1994 – Galeria FOS, Gdańsk
- 1996 – Galeria T & T, Norymberga, Niemcy
- 1999 – Metaphysics of people and things – spiegelgalerie – Haus des Rundfunks, Berlin, Niemcy
- 2000 – „Galeria Nowa Oficyna", Gdańsk
- 2000 – Balet czyli Katalog Gestów, Pałac Opatów, Gdańsk Oliwa
- 2001 – BWA – „Rysunek – Malarstwo”, Olsztyn

## Nagrody i wyróżnienia (do 1993)
- 1974 – yróżnienie w konkursie na plakat „Port Północny”, Gdańsk GTPS
- 1976 – Brązowy Medal w dziale malarstwa w konkursie „Sport w Sztuce”, Katowice
- 1981 – II Nagroda w dziale rysunku w konkursie na grafikę i rysunek, Bydgoszcz
- 1983 – I Nagroda w dziale rysunku na V Biennale Sztuki Gdańskiej, Sopot
- 1983 – Wyróżnienie na wystawie pokonkursowej ilustracji książkowej, Gdańsk
- 1986 – Wyróżnienie Honorowe na wystawie malarstwa i rysunku „Salon de Printemps” – Abberville, Francja
- 1986 – II Nagroda w dziale rysunku na wystawie „Gdańsk w Grafice i Rysunku”, Gdańsk
- 1986 – II Nagroda w dziale rysunku w Olimpijskim Konkursie Sztuki, Warszawa
- 1986 – Dyplom Honorowy na wystawie Malarstwa, Grafiki i Rysunku, Granada
- 1987 – Wyróżnienie w I Ogólnopolskim Konkursie na Rysunek im. Andriollego, Lublin
- 1987 – Wyróżnienie Honorowe w dziale rysunku na VII Biennale Sztuki Gdańskiej, Gdańsk
- 1993 – Nagroda równorzędna – I Triennale Polskiego Rysunku Współczesnego, Lubaczów